# Boletín Oficial de la Provincia de Santa Cruz de Tenerife
-
El Boletín Oficial de la Provincia de la Santa Cruz de Tenerife (BOP-SCT) es el diario oficial de la provincia de Santa Cruz de Tenerife (España). Es el medio a través del cual se publican las disposiciones de carácter general y las ordenanzas, así como los actos, edictos, acuerdos, notificaciones, anuncios y demás resoluciones de los Cabildos de Tenerife, La Palma, La Gomera y El Hierro, así como los ayuntamientos de las respectivas islas y la Administración de Justicia de la Provincia.

## Historia
Fue creado por la Real Orden de 20 de abril de 1833, siendo derogada por la Ley 5/2002 de 4 de abril, Reguladora de los Boletines Oficiales de las Provincias, que es la encargada de regular los boletines oficiales de las Provincias Españolas
El Boletín es editado por la Secretaría General Técnica de la Consejería de Presidencia y Justicia del Gobierno de Canarias en Santa Cruz de Tenerife, acogiéndose a la Disposición Adicional Cuarta de la Ley 5/2002 de 4 de abril:

"...Disposición Adicional Cuarta.   Comunidad Autónoma de Canarias

Los Boletines Oficiales de las Provincias de Las Palmas y Santa Cruz de Tenerife se regirán por su normativa específica, de acuerdo con lo dispuesto en la disposición transitoria sexta de la Ley Orgánica 10/1982, de 10 de agosto, de Estatuto de Autonomía de Canarias, respecto a las Mancomunidades Provinciales Interinsulares, siéndoles en todo caso de aplicación con lo dispuesto en la disposición adicional segunda respecto a las Comunidades Autónomas uniprovinciales

.
Es decir, que los boletines de Las Palmas y el de Santa Cruz de Tenerife serán publicados por el Gobierno de Canarias como si Canarias fuera uniprovincial.

## Sumario
- I. Administración Del Estado
- II. Administración de La comunidad autónoma
- III. Administración Local
- IV. Administración de Justicia
- V. Anuncios Particulares